# Hyporhagus peruvianus
Hyporhagus peruvianus es una especie de coleóptero de la familia Monommatidae.

## Distribución geográfica
Habita en Perú.